# Zagryphus atroruber
Zagryphus atroruber är en stekelart som först beskrevs av Henry Keith Townes, Jr. 1945.  Zagryphus atroruber ingår i släktet Zagryphus och familjen brokparasitsteklar. Inga underarter finns listade i Catalogue of Life.